# Trio pour piano et cordes de Onslow
Pour les articles homonymes, voir Trio pour piano et cordes.
Le Trio pour piano, violon et violoncelle en fa mineur opus 83 est une composition de musique de chambre de George Onslow.

## Présentation
Le grand Trio en fa mineur, opus 83, est la dernière œuvre publiée par Onslow. Composée vers 1850, la partition, écrite pour trio avec piano (piano, violon et violoncelle), est dédiée à Madame Henry Bonard, une pianiste amatrice appartenant à la bourgeoisie auvergnate ou parisienne, et éditée en 1853 par Kistner à Leipzig et Brandus à Paris,,.
Le Trio est en quatre mouvements,, :
1. Allegro patetico, en fa mineur, à 
, « très beethovénien[1] » et expressif[2] ;
2. Adagio : grandioso, en ré bémol majeur, à 
, un adagio avec une « grande phrase hymnique[1] », de teinte schubertienne[2] ;
3. Scherzo, en fa mineur, à 
, un scherzo à la couleur mendelssohnienne, avec d' « amusants effets de pizzicatos, et son trio joliment chanté[1] » ;
4. Finale : Allegro animato, à 
, un finale « séduisant » à l'« éclectisme, bientôt repris par Saint-Saëns dans ses premières œuvres de musique de chambre[1] », qui énonce « un thème fiévreux, aux rythmes pointés très schumanniens[2] ».

L'œuvre, « par son lyrisme et l’ampleur de son invention », compte parmi les plus belles pages de musique de chambre d'Onslow. Sa durée moyenne d'exécution est de trente minutes environ.